# José María Morr
José María Morr Azuaje (Acarigua, Portuguesa, Venezuela; 12 de abril de 1981) es un exfutbolista y entrenador venezolano que actualmente dirige a Metropolitanos Fútbol Club de la Primera División de Venezuela. 
Jugaba como delantero y su último equipo fue el Portuguesa Fútbol Club de la Primera División de Venezuela. 
Su carrera como entrenador se inició en ACD Lara en 2010. Por espacio de cinco años dirigió escuelita, sub-12, sub-18 y sub-20, además de ser asistente técnico del primer equipo.
En 2015 es promovido por Rafael Dudamel como asistente técnico de la Selección de fútbol sub-20 de Venezuela. Allí asistió a múltiples módulos y torneos de preparación. En 2016 se convirtió en asistente técnico de la Selección de fútbol de Venezuela. En noviembre de 2016 dirigió a la Selección de fútbol sub-20 de Venezuelay se tituló Campeón del Torneo de Los Ándes en Arequipa, Perú. Fue miembro del Cuerpo Técnico que alcanzó en el Campeonato Sudamericano de Fútbol Sub-20 de 2017 la clasificación para la Selección de fútbol sub-20 de Venezuela a la Copa Mundial Sub-20 de ese año.
En agosto de 2018 inició su carrera como entrenador de la Primera División de Venezuela con Estudiantes de Caracas, equipo con el que alcanzó la permanencia.
En enero de 2019 asumió la dirección técnica de Metropolitanos FC, equipo que actualmente dirige y ha logrado su mayor estadía siendo campeón de la Liga en la temporada 2022. En su primer año al frente del equipo, logró la primera clasificación del club a una Liguilla, además del récord de puntos en una temporada y un semestre para el conjunto violeta.
El 2 de febrero de 2018 fundó su propia academia de fútbol, Academia Morr. 

## Trayectoria  como jugador
Como futbolista se desempeñó en nueve clubes de Primera y Segunda División de Venezuela. Debutó en Portuguesa en 1997 y se retiró luego de 13 años de carrera en el mismo club que debutó en el año 2010.
| Club                  | Periodo   |
| --------------------- | --------- |
| Portuguesa            | 1997-2000 |
| Llaneros de Guanare   | 2001      |
| Portuguesa            | 2002      |
| Unión Lara            | 2003      |
| Estudiantes de Mérida | 2004-2005 |
| Unión Lara            | 2005-2006 |
| Guaros FC             | 2006      |
| Minervén              | 2007      |
| Policía de Lara       | 2008      |
| ACD Lara              | 2009      |
| Portuguesa            | 2010      |

## Trayectoria como entrenador
| Clubes                                  | Cargo                      | Periodo       |
| --------------------------------------- | -------------------------- | ------------- |
| ACD Lara                                | Entrenador sub-12 a sub-20 | 2010-2015     |
| Selección de fútbol sub-20 de Venezuela | Asistente técnico          | 2015-2018     |
| Selección de fútbol de Venezuela        | Asistente técnico          | 2016-2018     |
| Estudiantes de Caracas                  | Entrenador                 | 2018          |
| Metropolitanos F. C.                    | Entrenador                 | 2019-presente |

### Títulos como entrenador
| Club                | Torneo           | Año  |
| ------------------- | ---------------- | ---- |
| Metropolitanos F.C. | Primera División | 2022 |

## Selección de fútbol de Venezuela
José María Morr fue convocado a todas las selecciones juveniles de Venezuela. En 1999 participó en los módulos de la Selección de fútbol sub-17 de Venezuela. Dos años después jugó el Campeonato Sudamericano Sub-20 de 2001 con la Selección de fútbol sub-20 de Venezuela en Riobamba y Ambato que dirigió Richard Páez. Tres años después fue miembro de la Selección de fútbol sub-23 de Venezuela que participó en el Torneo Preolímpico Sudamericano Sub-23 de 2004 en Concepción (Chile).
| Categoría                               | Torneo                                         | Minutos | Goles |
| --------------------------------------- | ---------------------------------------------- | ------- | ----- |
| Selección de fútbol sub-17 de Venezuela |                                                |         |       |
| Selección de fútbol sub-20 de Venezuela | Campeonato Sudamericano Sub-20 de 2001         |         |       |
| Selección de fútbol sub-23 de Venezuela | Torneo Preolímpico Sudamericano Sub-23 de 2004 |         |       |